# Нагой, Семён Фёдорович
Семён Фёдорович Наго́й (родился до 1547 года — умер после 1606 года) — воевода и окольничий царя Ивана Грозного, боярин царя Лжедмитрия I.

## Биография
Известно, что Семён являлся старшим из восьмерых сыновей окольничего Ф. М. Нагого от брака с некоей Евдокией. Первое упоминание о нём в разрядных книгах встречается под 1547 годом, когда Нагой упоминается в чине свадьбы царя Ивана Грозного на Анастасии Юрьевой-Захарьиной. В 1551 году, когда составлялся московский список боярских детей, Семён был записан в третью статью этого списка.
В 1565 году он был воеводой в Рыльске. В 1570 году был наместником в том же городе и отсюда уведомлял царя о движении крымских татар на южнорусские области. Когда царь выступил против татар, в походе принимал участие и Нагой. В 1572 году во время нашествия Девлет-Гирея он был вторым осадным воеводой на Земском дворе в Москве. В 1573 году участвовал в походе царских воевод на Лифляндию. В 1581 году занимал очень видное место в чине свадьбы царя и своей племянницы, Марии Нагой. В 1584—90 годах исполнял обязанности первого воеводы в Васильгороде.
По смерти Ивана Грозного служебная карьера Нагого резко изменилась: после удаления царевича Дмитрия в Углич туда же был сослан и Семён Фёдорович, к которому крайне неприязненно относился тогда всесильный Борис Годунов. Замешанный Василием Шуйским в следствии по делу об убиении царевича Дмитрия, он попал под полную опалу и был сослан в одну из своих вотчин, где и прожил до воцарения первого Лжедмитрия. Пожалованный при Лжедмитрие I в бояре, Нагой после его гибели в мае 1606 года снова потерял всякое значение при дворе.
О дальнейшей судьбе С. Ф. Нагого в сохранившихся источниках ничего неизвестно.

## Семья и потомки
В браке с неизвестной женщиной имел, по крайней мере, двух сыновей — Фёдора и Ивана.